# 1972 في باكستان
فيما يلي قوائم الأحداث التي وقعت خلال عام 1972 في باكستان.

## سياسة

### تعيين في المنصب
- 14 أبريل – ذو الفقار علي بوتو رئيس المجلس الوطني الباكستاني.
- 15 أغسطس – فضل إلهي شودري رئيس المجلس الوطني الباكستاني.

### انتهاء فترة المنصب
- 15 أغسطس – ذو الفقار علي بوتو رئيس المجلس الوطني الباكستاني.

## مواليد

### يناير
- 1 يناير – حافظ سعيد خان

### مارس
- 2 مارس – عافية صديقي عالمة أعصاب باكستانية.

### أبريل
- 8 أبريل – عبد الرشيد بلوش ملاكم باكستاني.

## وفيات

### مايو
- 29 مايو – بريثفيراج كابور (مواليد 1906) ممثل هندي.